# 難陀竜王
難陀（なんだ、梵: नन्द Nanda，梵: आनंद Ānanda）龍王は、八大竜王の一つで、その第一番に数えられる龍王である。また、千手観世音菩薩の眷属である二十八部衆の一尊にも挙げられている。

## 概要
像形は、基本的に人身で頭の上に9頭の蛇を乗せ、右手に剣を持つ形をとるものや、両手で宝珠を持つものなどがある。
弟の跋難陀（ばつなんだ：梵 उपनन्द Upananda）龍王とともに密教の雨乞いの法会（請雨経法しょううきょうほう）の時に拝まれる善き龍神である。特に、この兄弟の龍王は、真言宗で重視される準胝観音の眷属の二大龍王として有名である。
別名は歓喜龍王（かんきりゅうおう。梵名：Nandanaga（ナンダナーガ）、真言：オン ナンダ バナンダ エイ　ソワカ（二大龍王真言））である。ヒンドゥー教では、シェーシャ（梵: Śeṣa，舎沙）と同一視されることもある。